# Milano Koenders
Milano Koenders (Amsterdam, 31 juli 1986) is een voormalig Nederlands profvoetballer van Surinaamse afkomst die bij voorkeur als verdediger speelde.

## Carrière
Koenders speelde een jaar in de jeugd van SDZ en daarna elf seizoenen in de jeugdopleiding van AFC Ajax. Hierin speelde hij jarenlang op het middenveld, maar werd hij daarna omgevormd tot verdediger. Na tien jaar Ajax kreeg hij zijn eerste contract, voor twee seizoenen. Hij debuteerde nooit in het eerste elftal, want een jaar later tekende hij bij RKC Waalwijk.
Koenders debuteerde op 15 september 2006 in het shirt van RKC in het betaald voetbal, tijdens een wedstrijd in de Eredivisie tegen ADO Den Haag. Hij trad aan met rugnummer 26. Na een seizoen lang degradatievoetbal met RKC, maakte Koenders in 2007 een overstap naar AZ. Hier tekende hij voor vijf jaar.
Koenders veroverde in zijn eerste anderhalf jaar bij AZ geen basisplaats. De club verhuurde hem januari 2009 vervolgens voor een half seizoen aan N.E.C.. Hiervoor maakt hij in zijn eerste wedstrijd zijn eerste doelpunt in de Eredivisie, een kopbal in blessuretijd tegen Feyenoord. Het was het enige en daarmee winnende doelpunt van de wedstrijd.
Koenders keerde in de zomer van 2009 terug bij AZ, maar de nieuwe trainer Ronald Koeman wilde geen gebruik van hem maken. Hij moest bij Jong AZ spelen en trainen. Hij ging op proef bij KVC Westerlo, maar dit leverde geen contract op. Ook onder de trainer Dick Advocaat kwam hij niet aan spelen toe. AZ verhuurde Koenders op 28 januari 2010 voor een half jaar aan Sparta Rotterdam en gedurende zowel 2010/11 als dat van 2011/12 aan NAC Breda. In de zomer van 2012 verkaste Koenders naar Heracles Almelo. Na afloop van zijn contract vond hij voor het seizoen 2015/16 geen club. Hij tekende in augustus 2016 een contract voor een jaar bij CS Concordia Chiajna in Roemenië. Medio 2019 sloot hij aan bij DWS, waar hij in 2022 stopte met voetballen.

## Clubstatistieken
| Seizoen         | Club               | Competitie      | Duels | Goals |
| --------------- | ------------------ | --------------- | ----- | ----- |
| 2006/07         | RKC Waalwijk       | Eredivisie      | 30    | 0     |
| 2007/08         | AZ                 | Eredivisie      | 13    | 0     |
| 2008/09         | AZ                 | Eredivisie      | 8     | 0     |
| 2008/09         | → N.E.C.           | Eredivisie      | 14    | 2     |
| 2009/10         | AZ                 | Eredivisie      | 0     | 0     |
| 2009/10         | → Sparta Rotterdam | Eredivisie      | 13    | 1     |
| 2010/11         | → NAC Breda        | Eredivisie      | 24    | 0     |
| 2011/12         | → NAC Breda        | Eredivisie      | 25    | 1     |
| 2012/13         | Heracles Almelo    | Eredivisie      | 23    | 0     |
| 2013/14         | Heracles Almelo    | Eredivisie      | 15    | 0     |
| 2014/15         | Heracles Almelo    | Eredivisie      | 15    | 0     |
| 2016/17         | Concordia Chiajna  | Liga 1          | 18    | 1     |
| Carrière totaal | Carrière totaal    | Carrière totaal | 198   | 5     |

## Interlands
Nederland
Koenders debuteerde op 14 november 2006 in Jong Oranje tegen Jong Engeland. Ook kwam hij uit voor het Nederlands beloftenteam en het olympisch elftal. In 2007 nam hij deel aan het Toulon Espoirs-toernooi.
Suriname
Bondscoach Wensley Bundel nam Koenders in 2009 op in de Surinaamse selectie van de SVB voor de PARBO Bier Cup. Omdat het toernooi niet onder auspiciën van de FIFA werd gespeeld, mocht Koenders uitkomen voor dit informele Surinaams voetbalelftal, bestaande uit spelers van de Natio en de Suriprofs. Hoewel het een nationaal elftal van de Surinaamse voetbalbond betrof, werden de wedstrijden van deze gelegenheidsselectie niet opgenomen in de officiële statistieken van de Wereldvoetbalbond. De wedstrijden werden geklasseerd als onofficiële interlands voor het nationale elftal van Suriname. Zijn eerste wedstrijd voor Suriname was een wedstrijd tegen Frans-Guyana (0-2 verlies) op 3 juni 2009. Hij behaalde met Suriname de tweede plaats in het vierlandentoernooi.
Koenders werd in 2012 wederom geselecteerd voor de Surinaamse selectie op het Parbo Bier Cup-toernooi en benoemd tot aanvoerder. Hij wist hij eenmaal te scoren, tegen het Guyaans voetbalelftal. Suriname werd laatste. Tussen 2009 en 2012 speelde Koenders in totaal drie officieuze interlands.
| Interlands van Milano Koenders voor Suriname | Interlands van Milano Koenders voor Suriname | Interlands van Milano Koenders voor Suriname | Interlands van Milano Koenders voor Suriname | Interlands van Milano Koenders voor Suriname | Interlands van Milano Koenders voor Suriname |                           |
| №                                            | Datum                                        | Wedstrijd                                    | Uitslag                                      | Soort Wedstrijd                              | Doelpunten                                   |                           |
| Als speler van AZ Alkmaar                    | Als speler van AZ Alkmaar                    | Als speler van AZ Alkmaar                    | Als speler van AZ Alkmaar                    | Als speler van AZ Alkmaar                    | Als speler van AZ Alkmaar                    | Als speler van AZ Alkmaar |
| -------------------------------------------- | -------------------------------------------- | -------------------------------------------- | -------------------------------------------- | -------------------------------------------- | -------------------------------------------- | ------------------------- |
| 1.                                           | 3 juni 2009                                  | Suriname - Frans-Guyana                      | 0-2                                          | PARBO Bier Cup 2009                          | 0                                            |                           |
| Als speler van NAC Breda                     |                                              |                                              |                                              |                                              |                                              |                           |
| 2.                                           | 25 mei 2012                                  | Suriname - Guyana                            | 1-2                                          | PARBO Bier Cup 2012                          | 1                                            |                           |
| 3.                                           | 27 mei 2012                                  | Suriname - SBV Vitesse                       | 1-2                                          | PARBO Bier Cup 2012                          | 0                                            |                           |